# Ted King
Theodore William King (* 1. Oktober 1965 in Hollywood, Kalifornien) ist ein US-amerikanischer Schauspieler.

## Leben und Karriere
Ted King wuchs in Bethesda, Maryland, Los Angeles, Kalifornien und New York auf. Er besuchte die Tisch School of the Arts an der New York University und studierte dort (Film-)Regie. Bevor er seine erste Rolle bekam, arbeitete King als Film- und Videoverfasser. Er ist ein Mitbegründer der Portal Theatre Company in New York City.
Er ist vor allem durch seine Rolle des Andy Trudeau in der ersten Staffel von Charmed – Zauberhafte Hexen bekannt. Von 2002 bis 2007 spielte er in der Seifenoper General Hospital mit. Zwischen 2008 und 2009 war er in sieben Episoden von Prison Break zu sehen.
Seit 2008 ist King mit Maya Rodwell verheiratet. Sie haben zwei gemeinsame Kinder.

## Filmografie
- 1993: Another World
- 1995: The City
- 1995: Loving
- 1998: Akte X – Der Film (The X-Files)
- 1997–1998: Timecop
- 1998: Blade
- 1998–1999: Charmed – Zauberhafte Hexen (22 Episoden)
- 2001: Interlude
- 2001: Impostor
- 2003: Hoodlum & Son
- 2002–2007: General Hospital
- 2008–2009: Prison Break (Staffel 4)
- 2023: Oppenheimer

### Gastauftritte
- 1990: NAM – Dienst in Vietnam (Tour of Duty), Folge 3.21 „Payback“
- 1998: Dawson’s Creek (Dawson's Creek), Folge 1.01. „Pilot“
- 2000: JAG – Im Auftrag der Ehre (JAG), Folge 6.04 „Flight Risk“
- 2001: Sex and the City, Folge 4.07 „Time and Punishment“
- 2001: Law & Order: New York (Law & Order: Special Victims Unit), Folge 3.03 „Stolen“
- 2002: CSL – Crime Scene Lake Glory (Glory Days), Folge 1.09 „Clowning Glory“
- 2002: Frasier, Folge 9.23 „The Guilt Trippers“
- 2003: Lady Cops – Knallhart weiblich (The Division), Folge 3.07 „Strangers“
- 2010: CSI: Miami, Folge 8.15 „Miami, We Have a Problem“
- 2012: Good Wife, (Mike Krestiva)
- 2015: Navy CIS, Folge 12.21 „Lost in Translation“